# Antopol (rejon rówieński)
Antopol (ukr. Антопіль) – wieś na Ukrainie w rejonie rówieńskim obwodu rówieńskiego. Liczy 514 mieszkańców.

## Historia
Od października 1939 r. we wsi istniał jeniecki obóz pracy przymusowej, stworzony przez okupacyjne władze sowieckie. Liczba jeńców wynosiła ok. 700, z czego 200 zakwaterowano w budynku zajmowanym wcześniej przez Policję Państwową, a resztę w szopach i stajniach. Bez względu na pogodę jeńcy pracowali przy budowie drogi Równe–Hołyczówka. Zarobki oscylowały w okolicach 15 rubli miesięcznie. Do pracy zmuszano nawet chorych, którym lekarze zarzucali symulanctwo. W godzinach wieczornych władze obozowe organizowały pogadanki polityczne na temat osiągnięć Związku Sowieckiego. Po agresji III Rzeszy na Związek Sowiecki jeńcy zostali 26 czerwca 1941 r. ewakuowani pieszo do Złotonoszy, a następnie przewiezieni pociągiem do Starobielska.